# Montijo (Spanyolország)
Montijo (asztur-leóni és extremadurai nyelven Montiju) egy község Spanyolországban, Badajoz tartományban. Montijo Badajoz, Mérida, La Garrovilla, Torremayor, Lobón, Puebla de la Calzada és Valdelacalzada községekkel határos. Lakosainak száma 15 232 fő (2024).

## Népesség
A település népessége az utóbbi években az alábbiak szerint változott:
| Lakosok száma | 15 408 | 15 512 | 15 648 | 16 236 | 16 267 | 15 961 | 15 674 | 15 457 | 15 483 | 15 232 |
|               | 2001   | 2004   | 2006   | 2009   | 2011   | 2014   | 2016   | 2019   | 2021   | 2024   |